# Estación del Arte
A Estación del Arte, anteriormente chamada de Atocha, é uma estação da Linha 1 do Metrô de Madrid.
Localizada sob a praça do Emperador Carlos V, a menos de 500 metros da estação Madrid-Puerta de Atocha-Almudena Grandes de Adif e da Renfe Cercanías. É a estação de metro mais próxima do Paseo del Prado junto à estação Banco de España.

## História

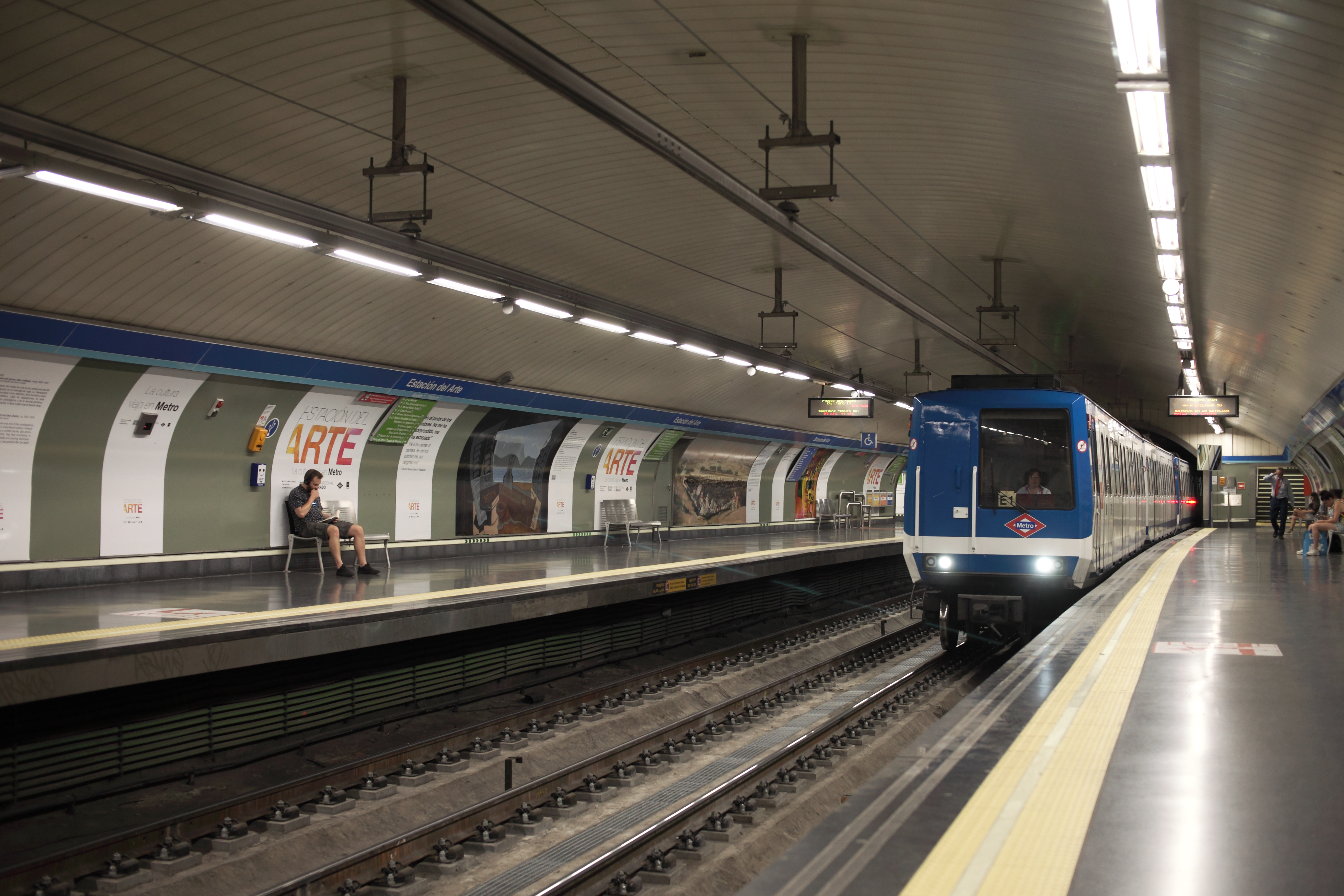
Plataforma de embarque

A estação foi inaugurada sob o nome de Atocha, pela rua homônima em que está localizada. O nome atual vem do fato de que está localizado nas proximidades de vários museus, especialmente o Museu do Prado, o Museu Nacional Centro de Arte Reina Sofia, o Museu Nacional Thyssen-Bornemisza e do Círculo de Bellas Artes. O início de operações ocorreu em 26 de dezembro de 1921.
Está localizada entre os bairros de Embajadores (Centro), Jerónimos (Retiro) e Atocha (Arganzuela).
Em 1 de dezembro de 2018, a estação de Atocha passou a chamar-se Estación del Arte para evitar confusão com a estação ferroviária de Atocha, e devido à sua proximidade dos principais museus da cidade.

## Serviços
Acesso a telefonia celular e desfibrilador. A estação não possui elevadores ou escadas rolantes, o que impede o acesso de pessoas com necessidade especiais.